# Till the World Ends
Till The World Ends is de tweede single van het zevende album, Femme Fatale, van de Amerikaanse popster Britney Spears. De single werd in de Verenigde Staten op 4 maart 2011 door Jive Records/Sony BMG uitgegeven voor radio. In Nederland kwam de single niet verder dan de Tipparade, maar in haar thuisland de Verenigde Staten en landen als Canada, België, Zweden, Denemarken, Noorwegen, Zwitserland en Frankrijk behaalde de single de top 10.

## Achtergrond
"Till The World Ends" is geschreven door de zangeres Ke$ha en geproduceerd door Max Martin, Dr. Luke en Billboard. De single lekte op 3 maart uit, niet veel later werd er bevestigd dat het niet de finale-versie van het nummer is, en dat Britney die op 4 maart in première laat gaan op de Amerikaanse radio, waar ze zelf bij aanwezig is.

## Remix
Op 25 april 2011 kwam een remix in samenwerking met Ke$ha en Nicki Minaj uit.

## Videoclip
De videoclip van Till The World Ends ging in première op Vevo op 6 april 2011. De regisseur is Ray Kay. In de clip zien we Britney in een riool een feest bouwen. De riool dient als schuilplek voor een aardbeving en een storm. Tussen de dansscènes zien we een gebouw en een brug instorten. Op het einde komt de zon terug op en lijkt alles weer in orde. Vervolgens stapt Britney uit de tunnel. Het lied slaat op de voorspelling van de Maya's, dat de wereld in 2012 zou eindigen

## Hitnoteringen

### NederlandseSingle Top 100
| Hitnotering: (Week 1) 12-03-2011 Hitnotering: (Week 2 t/m 10) 02-04-2011 t/m 28-05-2011 | Hitnotering: (Week 1) 12-03-2011 Hitnotering: (Week 2 t/m 10) 02-04-2011 t/m 28-05-2011 | Hitnotering: (Week 1) 12-03-2011 Hitnotering: (Week 2 t/m 10) 02-04-2011 t/m 28-05-2011 | Hitnotering: (Week 1) 12-03-2011 Hitnotering: (Week 2 t/m 10) 02-04-2011 t/m 28-05-2011 | Hitnotering: (Week 1) 12-03-2011 Hitnotering: (Week 2 t/m 10) 02-04-2011 t/m 28-05-2011 | Hitnotering: (Week 1) 12-03-2011 Hitnotering: (Week 2 t/m 10) 02-04-2011 t/m 28-05-2011 | Hitnotering: (Week 1) 12-03-2011 Hitnotering: (Week 2 t/m 10) 02-04-2011 t/m 28-05-2011 | Hitnotering: (Week 1) 12-03-2011 Hitnotering: (Week 2 t/m 10) 02-04-2011 t/m 28-05-2011 | Hitnotering: (Week 1) 12-03-2011 Hitnotering: (Week 2 t/m 10) 02-04-2011 t/m 28-05-2011 | Hitnotering: (Week 1) 12-03-2011 Hitnotering: (Week 2 t/m 10) 02-04-2011 t/m 28-05-2011 | Hitnotering: (Week 1) 12-03-2011 Hitnotering: (Week 2 t/m 10) 02-04-2011 t/m 28-05-2011 | Hitnotering: (Week 1) 12-03-2011 Hitnotering: (Week 2 t/m 10) 02-04-2011 t/m 28-05-2011 | Hitnotering: (Week 1) 12-03-2011 Hitnotering: (Week 2 t/m 10) 02-04-2011 t/m 28-05-2011 |
| Week:                                                                                   | 1                                                                                       |                                                                                         | 2                                                                                       | 3                                                                                       | 4                                                                                       | 5                                                                                       | 6                                                                                       | 7                                                                                       | 8                                                                                       | 9                                                                                       | 10                                                                                      |                                                                                         |
| --------------------------------------------------------------------------------------- | --------------------------------------------------------------------------------------- | --------------------------------------------------------------------------------------- | --------------------------------------------------------------------------------------- | --------------------------------------------------------------------------------------- | --------------------------------------------------------------------------------------- | --------------------------------------------------------------------------------------- | --------------------------------------------------------------------------------------- | --------------------------------------------------------------------------------------- | --------------------------------------------------------------------------------------- | --------------------------------------------------------------------------------------- | --------------------------------------------------------------------------------------- | --------------------------------------------------------------------------------------- |
| Positie:                                                                                | 29                                                                                      | uit                                                                                     | 73                                                                                      | 95                                                                                      | 78                                                                                      | 83                                                                                      | 63                                                                                      | 64                                                                                      | 61                                                                                      | 75                                                                                      | 78                                                                                      | uit                                                                                     |

### VlaamseUltratop 50
| Hitnotering: 19-03-2011 t/m 16-07-2011 | Hitnotering: 19-03-2011 t/m 16-07-2011 | Hitnotering: 19-03-2011 t/m 16-07-2011 | Hitnotering: 19-03-2011 t/m 16-07-2011 | Hitnotering: 19-03-2011 t/m 16-07-2011 | Hitnotering: 19-03-2011 t/m 16-07-2011 | Hitnotering: 19-03-2011 t/m 16-07-2011 | Hitnotering: 19-03-2011 t/m 16-07-2011 | Hitnotering: 19-03-2011 t/m 16-07-2011 | Hitnotering: 19-03-2011 t/m 16-07-2011 | Hitnotering: 19-03-2011 t/m 16-07-2011 | Hitnotering: 19-03-2011 t/m 16-07-2011 | Hitnotering: 19-03-2011 t/m 16-07-2011 | Hitnotering: 19-03-2011 t/m 16-07-2011 | Hitnotering: 19-03-2011 t/m 16-07-2011 | Hitnotering: 19-03-2011 t/m 16-07-2011 | Hitnotering: 19-03-2011 t/m 16-07-2011 | Hitnotering: 19-03-2011 t/m 16-07-2011 | Hitnotering: 19-03-2011 t/m 16-07-2011 | Hitnotering: 19-03-2011 t/m 16-07-2011 |
| Week:                                  | 1                                      | 2                                      | 3                                      | 4                                      | 5                                      | 6                                      | 7                                      | 8                                      | 9                                      | 10                                     | 11                                     | 12                                     | 13                                     | 14                                     | 15                                     | 16                                     | 17                                     | 18                                     |                                        |
| -------------------------------------- | -------------------------------------- | -------------------------------------- | -------------------------------------- | -------------------------------------- | -------------------------------------- | -------------------------------------- | -------------------------------------- | -------------------------------------- | -------------------------------------- | -------------------------------------- | -------------------------------------- | -------------------------------------- | -------------------------------------- | -------------------------------------- | -------------------------------------- | -------------------------------------- | -------------------------------------- | -------------------------------------- | -------------------------------------- |
| Positie:                               | 33                                     | 33                                     | 29                                     | 29                                     | 20                                     | 15                                     | 17                                     | 15                                     | 12                                     | 14                                     | 16                                     | 14                                     | 17                                     | 23                                     | 26                                     | 29                                     | 37                                     | 45                                     | uit                                    |